# توني بورتر
توني بورتر (بالإنجليزية: Tony Porter)‏ هو قسيس بريطاني، ولد في 10 فبراير 1952 في RAF Halton ‏ في المملكة المتحدة.